# He Jing
He Jing (10 d'octubre de 1983) és una esportista xinesa que va competir en piragüisme en la modalitat d'aigües tranquil·les, guanyadora de dues medalles al Campionat Mundial de Piragüisme els anys 2006 i 2007.
Va participar en els Jocs Olímpics d'Atenes 2004, on va finalitzar setena en la prova de K4 500 m.

## Palmarès internacional
| Campionat Mundial | Campionat Mundial    | Campionat Mundial | Campionat Mundial |
| Any               | Lloc                 | Medalla           | Esdeveniment      |
| ----------------- | -------------------- | ----------------- | ----------------- |
| 2006              | Szeged ( Hongria)    | 3                 | K4 1000 m         |
| 2007              | Duisburg ( Alemanya) | 2                 | K4 1000 m         |